# 真砂石濱五郎
真砂石 濱五郎（まさごいし はまごろう、1891年5月15日 - 1918年4月6日）は、宮城県仙台市出身の大相撲力士。本名は千葉 長七（ちば ちょうしち）（旧姓：遠藤）。

## 来歴
1891年5月15日に宮城県仙台市で生まれる。尾車部屋に入門して1908年1月場所で初土俵を踏むと、1913年5月場所で新十両昇進、1914年5月場所で新入幕を果たした。この間1916年に師匠が死去し、峰崎部屋へ移籍している。1917年5月場所で小結に昇進するも大敗し、一場所で陥落してしまう。1918年1月場所で勝ち越したことで一場所での三役復帰が濃厚だったが、その後に参加した台湾巡業中に大腸破裂を起こし急死した。26歳没。死因について、当時日本本土ではまだ本格的に流行していなかったスペインかぜによるものという説もあり、速水融はスペインかぜであった可能性を指摘している。因みに、台湾日日新聞6月20日付では「不思議な熱病現はる 伝染性流行と為せり」と報じられていた。日本に戻った力士達は免疫を得たのか大事には至らなかったが、1918年の秋には各地で感染が爆発し、整備が進む鉄道網に乗って全国へと拡大していった。

## 成績
- 現役在位：21場所
- 関取成績：47勝38敗5預4休（10場所）
- 幕内成績：39勝34敗3預4休（8場所）

### 場所別成績
| 1908年 （明治41年） | 西序ノ口22枚目 –           | 西序二段41枚目 –              |
| 1919年 （大正8年） | 東序二段12枚目 –           | 西三段目40枚目 –              |
| 1910年 （明治43年） | 西三段目24枚目 –           | 東三段目46枚目 –              |
| 1911年 （明治44年） | 西三段目10枚目 –           | 西幕下66枚目 –                |
| 1912年 （明治45年） | 東幕下27枚目 –             | 西幕下17枚目 0–1 （対十両戦） |
| 1913年 （大正2年） | 東幕下11枚目 4–0 1分       | 西十両5枚目 3–2 1預           |
| 1914年 （大正3年） | 東十両5枚目 5–2 1預        | 西前頭16枚目 7–2–1            |
| 1915年 （大正4年） | 西前頭3枚目 4–5–1          | 西前頭8枚目 4–6               |
| 1916年 （大正5年） | 西前頭9枚目 4–5–1          | 西前頭10枚目 8–1 1預          |
| 1917年 （大正6年） | 東前頭2枚目 6–4 ★          | 東小結 1–7–1 1預              |
| 1918年 （大正7年） | 西前頭5枚目 引退 5–4–0 1預 | x                             |
| 各欄の数字は、「勝ち-負け-休場」を示す。 優勝 引退 休場 十両 幕下 三賞：敢=敢闘賞、殊=殊勲賞、技=技能賞 その他：★=金星 番付階級：幕内 - 十両 - 幕下 - 三段目 - 序二段 - 序ノ口 幕内序列：横綱 - 大関 - 関脇 - 小結 - 前頭（「#数字」は各位内の序列） |                            |                               |

- 幕下以下の地位は小島貞二コレクションの番付実物画像による。幕下の勝敗数等において、暫定的に対十両戦の分のみを示している箇所あり。